# World Falling Down
World Falling Down är det fjärde studioalbumet av Peter Cetera.

## Låtförteckning
1. "Restless Heart"  – 4:09
2. "Even A Fool Can See"  – 4:31
3. "Feels Like Heaven" (med Chaka Khan) – 4:48
4. "Wild Ways" – 4:00
5. "World Falling Down" – 5:00
6. "Man In Me" – 5:41
7. "Where There's No Tomorrow"  – 4:43
8. "The Last Place God Made" – 4:14
9. "Dip Your Wings"  – 3:33
10. "Have You Ever Been In Love" – 4:06